# Billack
Billack är en del av bilars ytbehandling och den kulör bilen blivit lackerad i. Det finns olika sorters billack, till exempel motivlack och flakelack. Vanligtvis lackeras dagens bilar med en tvåkomponentslack, som består dels av färg, dels av härdare. Färgen skyddas av flera lager klarlack som ger färgen djupverkan.

## Applicering
I industriella sammanhang sprutlackeras alltid bilar. För mindre reparationer saluförs även billack på sprejburk. Det finns även små färgburkar med pensel, som används för att fylla i stenskott och andra mindre skador.